# Doddappanahalli, Devanahalli
Doddappanahalli là một làng thuộc tehsil Devanahalli, huyện Bangalore Rural, bang Karnataka, Ấn Độ.